# Сергєєв Олег В'ячеславович
Олег В'ячеславович Сергєєв (рос. Олег Вячеславович Сергеев; нар. 29 березня 1968, Волгоград, РРФСР) — радянський та російський футболіст, нападник, тренер. Майстер спорту СРСР (1988) та майстер спорту СРСР міжнародного класу (1990).

## Клубна кар'єра
Уродженець Волгограда, вихованець місцевого спортінтернату. У 1985 році приєднався до провідної команди міста, «Ротора», який на той час грав у другому радянському дивізіоні. Провів у команді чотири сезони, зіграв 87 матчів та відзначився 17-ма голами. У 1989 році прийняв запрошення від московського ЦСКА, який також грав у другому дивізіоні. У своєму першому сезоні відзначився 7-ма голами у 31-му поєдинку чемпіонату й допоміг команді посісти перше місце команди, яка піднялася до вищого дивізіону за підсумками 1989 року.
Зберігав постійне місце в старті, брав участь у виступах ЦСКА протягом останніх років радянського чемпіонату, зайняв друге місце в 1990 році, а наступного року виграв національний чемпіонат та кубок. Це також дозволило йому зіграти в єврокубках, де провів три матчі у Кубка володарів кубків і десять матчів у Лізі чемпіонів у період між 1991 і 1994 рік, відзначився по 2-ма голами в кожному турнірі. Загалом зіграв за клуб 193 матчі та відзначився 55-ма голами у період між 1989 і 1996 роками, а на початку 1995 року цей період був перерваний короткостроковою орендою в Саудівській Аравії до «Аль-Іттіхада».
На початку 1996 року залишив ЦСКА й відразу ж перейшов у владикавказьку «Аланію», за яку провів 18 матчів, у тому числі й чотири в Лізі чемпіонів, а також у Кубку УЄФА, відзначився 3-ма голами. У 1996 став срібним призером чемпіонату Росії. В наступні роки нетривалий період перебував у першому та другому дивізіонах, перейшов у московське «Динамо», потім у московський «Металург», а в 1999 році — у московський «Торпедо-ЗІЛ», де грав два сезони, але за підсумками 2000 року незважаючи на підвищення в класі залишив команду.
Сезон 2001 року провів у калінінградській «Балтиці», але по його завершенні команда понизилася в класі. Згодом нетривалий період виступав на аматорському рівні за московську «Пресню» в четвертому дивізіоні. Влітку 2002 року прийняв запрошення бєлгородського «Салюту», де провів два з половиною сезони в третьому дивізіоні. Останній рік виконував у команді функцію граючого тренера. Футбольну кар'єру завершив 2004 року у віці 36 років.

## Кар'єра в збірній
У період з 1991 по 1993 рік одягав футболку трьох різних збірних. 23 травня 1991 року у складі Радянського Союзу зіграв свій перший матч проти Аргентини. Після цього у червні 1991 року провів два поєдинки. Після зникнення радянського відбору, в 1992 році приєднався до збірної СНД під керівництвом Анатолія Бишовця, за яку зіграв чотири товариські матчі, 2 лютого відзначився голом проти Сполучених Штатів, але не отримав виклик на Євро 1992. У червні 1992 року збірна СНД також припинила своє існування. На початку 1993 року отримав виклик від Павла Садиріна до збірної Росії, за яку зіграв ще три товариські матчі. 13 лютого 1993 року відзначився своїм другим і останнім голом на міжнародному рівні, знову у воротах Сполучених Штатів. Таким чином, він провів загалом десять міжнародних матчів, усі товариські, в яких відзначився 2-ма голами.

## Кар'єра тренера
Незабаром після завершення кар'єри у 2005 році приєднався на посаду помічника головного тренера «Салюту-Енергії». Провів у клубі один рік, після чого пішов, щоб у 2006 році зайняти аналогічну посаду в СКА (Ростов-на-Дону), а в сезоні 2007 року — в аматорській команді «Ніка» (Красний Сулин). Саме в останньому з вище вказаних клубів отримав свій перший досвід роботи на посаді головного тренера, у 2008 році очолив першу команду «Ніки». У вище вказаному сезоні клуб дебютував на професійному рівні, у третьому дивізіоні, в якому він посів одинадцяте місце в групі «Південь». По завершенні сезону клуб з Красного Сулина повернувся до виступів на аматорському рівні, а Олег Сергєєв залишив займану посаду.
Повернувшись до ролі асистента, у 2009 році приєднався до курського «Авангарда», де став помічником Валерія Єсипова, а в серпні та вересні 2010 року ненадовго став виконувачем обов'язків головного тренера після звільнення Валерія Єсипова, проте вже наприкінці цього ж року покинув клуб. У 2011 році замінений на посаді старшого тренера команди іншим колишнім футболістом ЦСКА Сергієм Березіним. Після повернення до «Салюту» у 2011-2012 роках підписав контракт з московським «Локомотивом-2» на 2013 рік. З лютого 2014 року по липень 2015 року отримав свій перший досвід роботи за кордоном, у македонському клубі «Вардар» (Скоп’є) на посаді помічника головного тренера Сергія Андрєєва. У червні 2017 року повернувся до Росії, де знову став асистентом Валерія Єсипова, цього разу у волгоградському «Роторі». Однак у команді пропрацював нетривалий період: наступного жовтня Єсипова та його тренерський штаб звільнили. З лютого по червень 2018 року під керівництвом Юрія Красножана знову нетривалий час попрацював у «Хімках».
У січні 2019 року втретє повернувся у бєлгородський «Салют», де цього разу лише на рік став головним тренером команди, а потім перейшов у брянське «Динамо», де його призначили координатором молодіжної команди. Обіймав вище вказану посаду вісім місяців. З серпня 2020 року до кінця березня 2021 року знову працював у Бєлгороді, після чого пішов у відставку за сімейними обставинами.

## Статистика виступів

### У збірній
| Дата      | Місто     | Господарі | Результат | Гості | Турнір            | Голи | Примітки |
| --------- | --------- | --------- | --------- | ----- | ----------------- | ---- | -------- |
| 23-5-1991 | Манчестер | Аргентина | 1 – 1     | СРСР  | Кубок виклику     | -    | 62'      |
| 13-6-1991 | Гетеборг  | Швеція    | 2 – 3     | СРСР  | Турнір Сканія 100 | -    | 76'      |
| 16-6-1991 | Сульна    | Італія    | 1 – 1     | СРСР  | Турнір Сканія 100 | -    | 79'      |
| Усього    |           | Матчів    | 3         |       | Голів             | 0    |          |

| Дата      | Місто         | Господарі | Результат | Гості | Турнір           | Голи | Примітки |
| --------- | ------------- | --------- | --------- | ----- | ---------------- | ---- | -------- |
| 25-1-1992 | Маямі         | США       | 0 – 1     | СНД   | товариський матч | -    |          |
| 29-1-1992 | Сан-Сальвадор | Сальвадор | 0 – 3     | СНД   | товариський матч | -    |          |
| 2-2-1992  | Понтіак       | США       | 2 – 1     | СНД   | товариський матч | 1    |          |
| 12-2-1992 | Єрусалим      | Ізраїль   | 1 – 2     | СНД   | товариський матч | -    |          |
| Усього    |               | Матчів    | 4         |       | Голів            | 1    |          |

| Дата      | Місто    | Господарі | Результат | Гості     | Турнір           | Голи | Примітки |
| --------- | -------- | --------- | --------- | --------- | ---------------- | ---- | -------- |
| 13-2-1993 | Орландо  | США       | 0 – 1     | Росія     | товариський матч | 1    | 70'      |
| 17-2-1993 | Пасадіна | Росія     | 2 – 1     | Сальвадор | товариський матч | -    | 46'      |
| 21-2-1993 | Пасадіна | США       | 0 – 0     | Росія     | товариський матч | -    |          |
| Усього    |          | Матчів    | 3         |           | Голів            | 1    |          |

## Досягнення

### Командні
- Чемпіонат СРСР
  -  Чемпіон (1): 1991
  -  Срібний призер (1): 1990

- Вища ліга (Росії)
  -  Срібний призер (1): 1996

- Перша ліга СРСР
  -  Чемпіон (1): 1989 (ЦСКА, вихід до вищої ліги)
  -  Срібний призер (1): 1988 («Ротор», вихід до вищої ліги)

- Кубок СРСР
  -  Володар (1): 1990/91
  -  Фіналіст (1): 1991/92

- / Кубок Росії
  -  Фіналіст (3): 1992/93, 1993/94, 1996/97

### Індивідуальні
- У списку 33 найкращих футболістів сезону в СРСР (1): № 3 — 1991.